# Франклин (округ Сомерсет)
Франклин (англ. Franklin) — тауншип в США в округе Сомерсет штата Нью-Джерси.
Расположен в центральной части долины реки Раритан в агломерации Нью-Йорка. По данным переписи населения США 2020 года, население тауншипа составляло 68 364 человека, что на 6064 человека (+9,7%) больше, чем в 2010 году, когда население составляло 62 300 человек, что, в свою очередь, отражает увеличение на 11 397 человек (+22,4%) по сравнению с 50 903 людьми, зарегистрированными в переписи 2000 года. Тауншип был 19-м по численности населения муниципалитетом штата в 2020 году, после того как в 2010 году занимал 22-е место.
Традиционно фермерское поселение, оно превратилось в быстрорастущий пригород, бурно развивавшийся в конце XX – начале XXI веков, способствуя разнообразному смешению рас, религий и культур. В 2008 году тауншип Франклин занял 5-е место в списке 100 лучших мест для жизни в Америке по версии журнала «Money». 
То, что сейчас называется тауншипом Франклин, изначально было образовано около 1745 года как Восточный участок. Тауншип Франклин был зарегистрирован 21 февраля 1798 года как один из 104 тауншипов Нью-Джерси, принятых Легислатурой Нью-Джерси. Части тауншипа были взяты, чтобы сформировать Саут-Баунд-Брук (образован в тауншипе, стал независимым муниципалитетом 11 апреля 1907 года) и Ист-Миллстоун (образован 18 февраля 1873 года и возвращён тауншипу Франклин 31 декабря 1949 года).
| Раса / Этнический состав                       | Население 1990 | Население 2000 | Население 2010 | Население 2020 | % 1990  | % 2000  | % 2010  | % 2020  |
| ---------------------------------------------- | -------------- | -------------- | -------------- | -------------- | ------- | ------- | ------- | ------- |
| Белые американцы (NH)                          | 28,823         | 26,226         | 24,198         | 21,405         | 67.37%  | 51.52%  | 38.84%  | 31.28%  |
| Афроамериканцы (NH)                            | 8,916          | 12,888         | 15,888         | 16,531         | 20.84%  | 25.32%  | 25.50%  | 24.18%  |
| Коренные народы США or коренные аляскинцы (NH) | 62             | 65             | 102            | 95             | 0.14%   | 0.13%   | 0.16%   | 0.14%   |
| Американцы азиатского происхождения (NH)       | 3,001          | 6,475          | 12,410         | 15,835         | 7.01%   | 12.72%  | 19.93%  | 23.13%  |
| Американцы тихоокеанского происхождения (NH)   | N/A            | 12             | 8              | 13             | N/A     | 0.02%   | 0.01%   | 0.02%   |
| Некоторые другие расы (NH)                     | 65             | 214            | 223            | 483            | 0.15%   | 0.42%   | 0.36%   | 0.71%   |
| Американцы смешанных рас (NH)                  | N/A            | 896            | 1,421          | 2,064          | N/A     | 1.76%   | 2.28%   | 3.02%   |
| Латиноамериканцы США (любой расы)              | 1,913          | 4,127          | 8,050          | 11,938         | 4.47%   | 8.11%   | 12.92%  | 17.53%  |
| Всего                                          | 42,780         | 50,903         | 62,300         | 68,364         | 100.00% | 100.00% | 100.00% | 100.00% |